# Абадла
Аба́дла (араб.  العبادلة‎) — город на западе Алжира в вилайете Бешар. Административная столица одноименного округа.
Расположен на границе с Марокко в северной Сахаре на правом берегу реки Гир, в 90 км к юго-западу от города Бешар и в 150 км к северо-западу от Бени-Аббес. Ранее здесь размещалась французская военная база. Западнее находится бывший французский космодром Хаммагир.

## Население
Население в 2009 году составляло 14 364 человека. Площадь — 28,70 км².

## География
Расположение Абадла на реке Гир позволяет выращивать зерновые, чему в последние десятилетия способствовала сооружённая плотина Джорф-Торба, расположенная выше по течению. Район к югу от города, в основном, представляет собой плоскую равнину, к северу от города есть несколько скалистых холмов.

## Климат
Аридный климат пустынь с очень жарким летом и прохладной зимой, а также очень небольшим количеством осадков в течение года.

## Экономика
Основная отрасль — сельское хозяйство . Жители занимаются выращиванием зерновых, фиников, скотоводством, разводят овец, коз, верблюдов, крупный рогатый скот.

## Инфраструктура
100 % населения Абадла подключено к питьевой воде, 99 % подключено к канализации, 83 % имеют доступ к электричеству. В городе есть одна АЗС. Действуют 4 мечети.

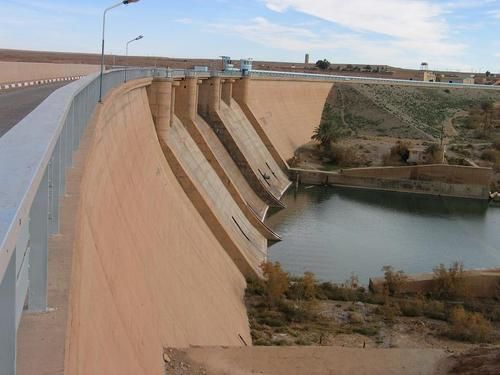
Плотина
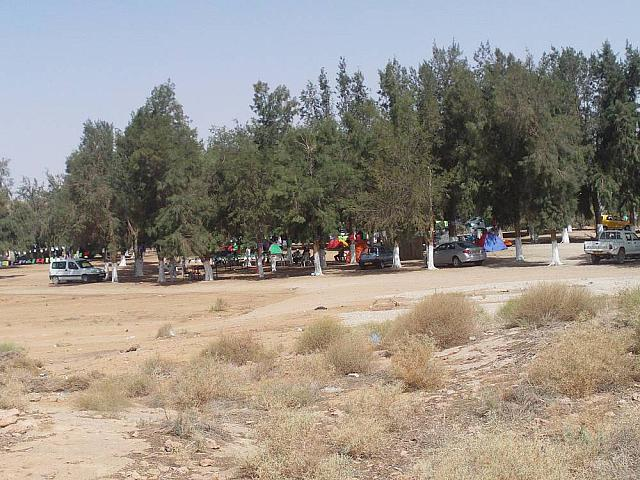
Оазис
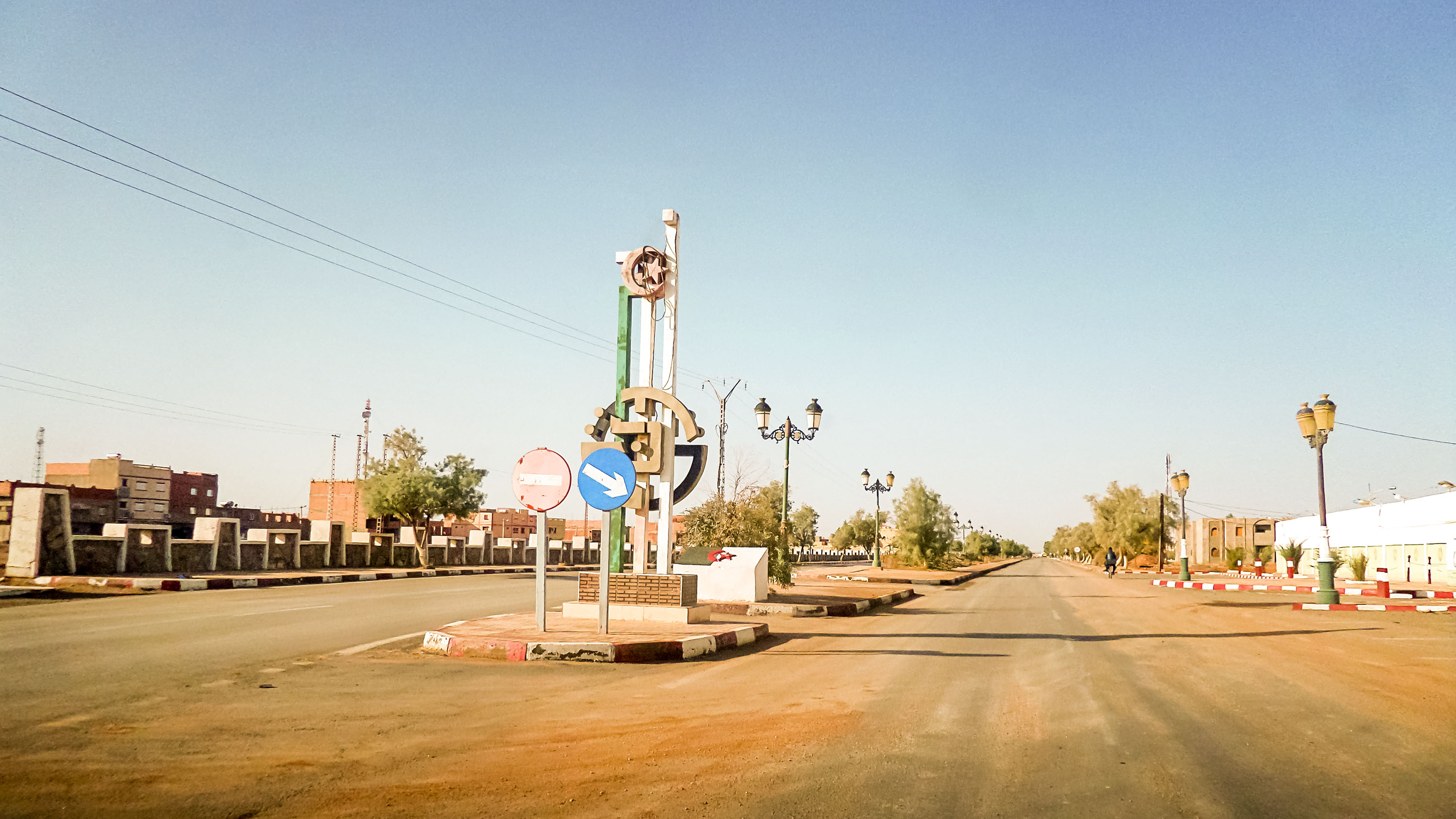
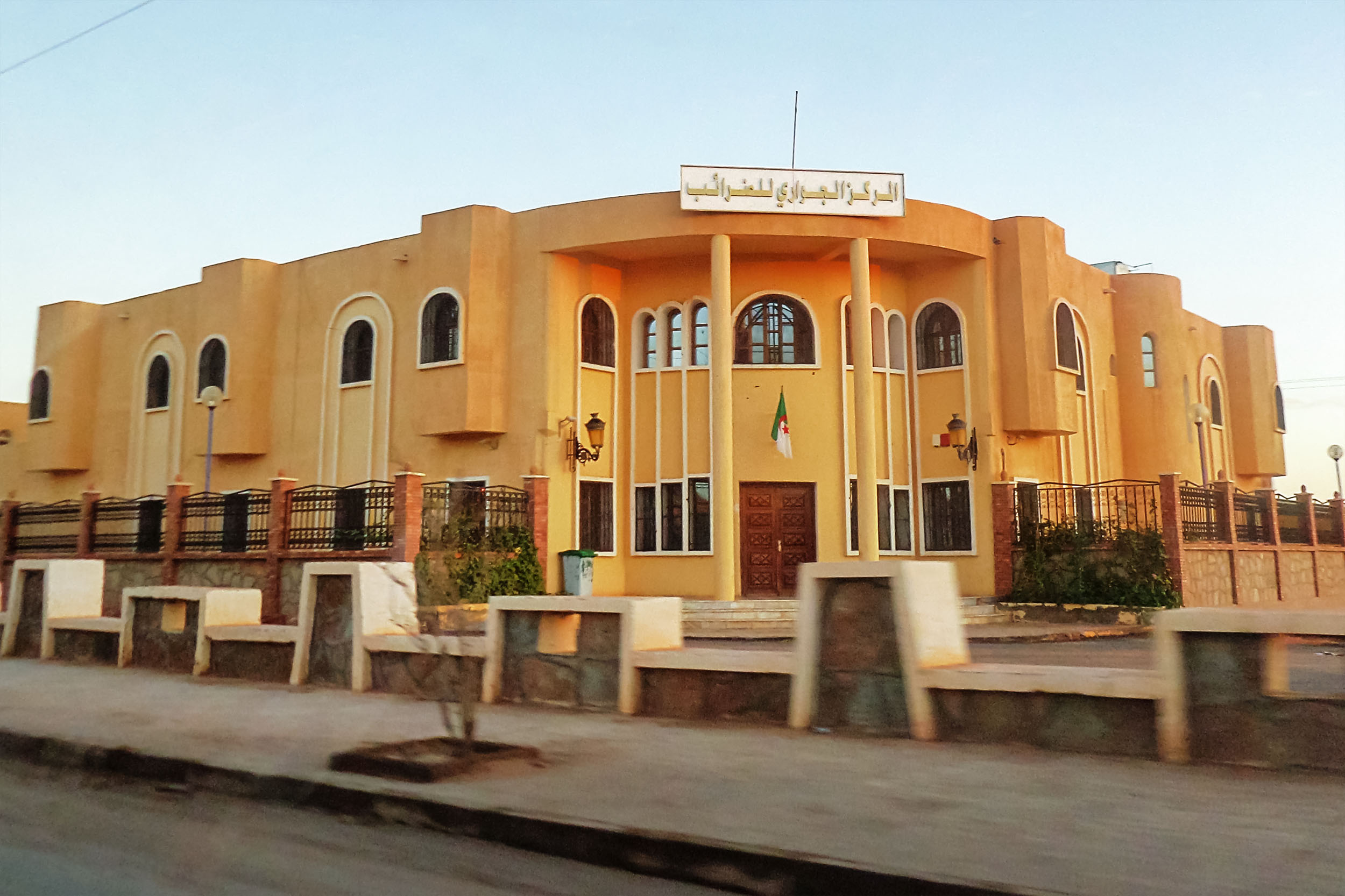
Офис налоговой службы